# Haplinis marplesi
Haplinis marplesi là một loài nhện trong họ Linyphiidae.
Loài này thuộc chi Haplinis. Haplinis marplesi được A. David Blest & Cor J. Vink miêu tả năm 2003.